# Ocenebra inornata
Ocenebra inornata är en snäckart som först beskrevs av Recluz 1851.  Ocenebra inornata ingår i släktet Ocenebra och familjen purpursnäckor. Inga underarter finns listade i Catalogue of Life.